# Vasili Rocev
Vasili Rocev (n. 23 octombrie 1980, Sîktîvkar, RSFS Rusă, URSS) este un schior de fond ce a reprezentat Rusia, medaliat olimpic. A participat la o ediție a Jocurilor Olimpice (2006) în care a câștigat o medalie de bronz.